# Heliacus cylindricus
Heliacus cylindricus är en snäckart som först beskrevs av Gmelin 1791.  Heliacus cylindricus ingår i släktet Heliacus och familjen Architectonicidae. Inga underarter finns listade i Catalogue of Life.